# کوه سن برونو
کوه سن برونو (به انگلیسی: San Bruno Mountain) یک کوه در ایالات متحده آمریکا است که در کالیفرنیا واقع شده‌است. کوه سن برونو ۴۰۲٫۰۴ متر بالاتر از سطح دریا واقع شده‌است.